# 2-й Красноармейский переулок (Калуга)
2-й Красноармейский переулок — улица в исторической части Калуги, проходит от улицы Кутузова к руслу реки Ока, продолжаясь 2-й Набережной улицей.

## История
Сложился в XIX веке. Получил название Трубаевский, Торубаевский переулок. С установлением советской власти получил название Красноармейский переулок в честь РККА, как и соседняя улица (ныне — улица Кутузова).
Во время немецкой оккупации Калуги в 1941 году оккупанты зверствовали над местными жителями.
На улице расположено (палаты Торубаева, д. 10) одно из старейших сохранившихся в городе гражданских строений. В отреставрированном в 2019 году историческом здании открылся военно-исторический центр Калужского объединенного музея-заповедника и региональное отделение Российского военно-исторического общества.

## Достопримечательности

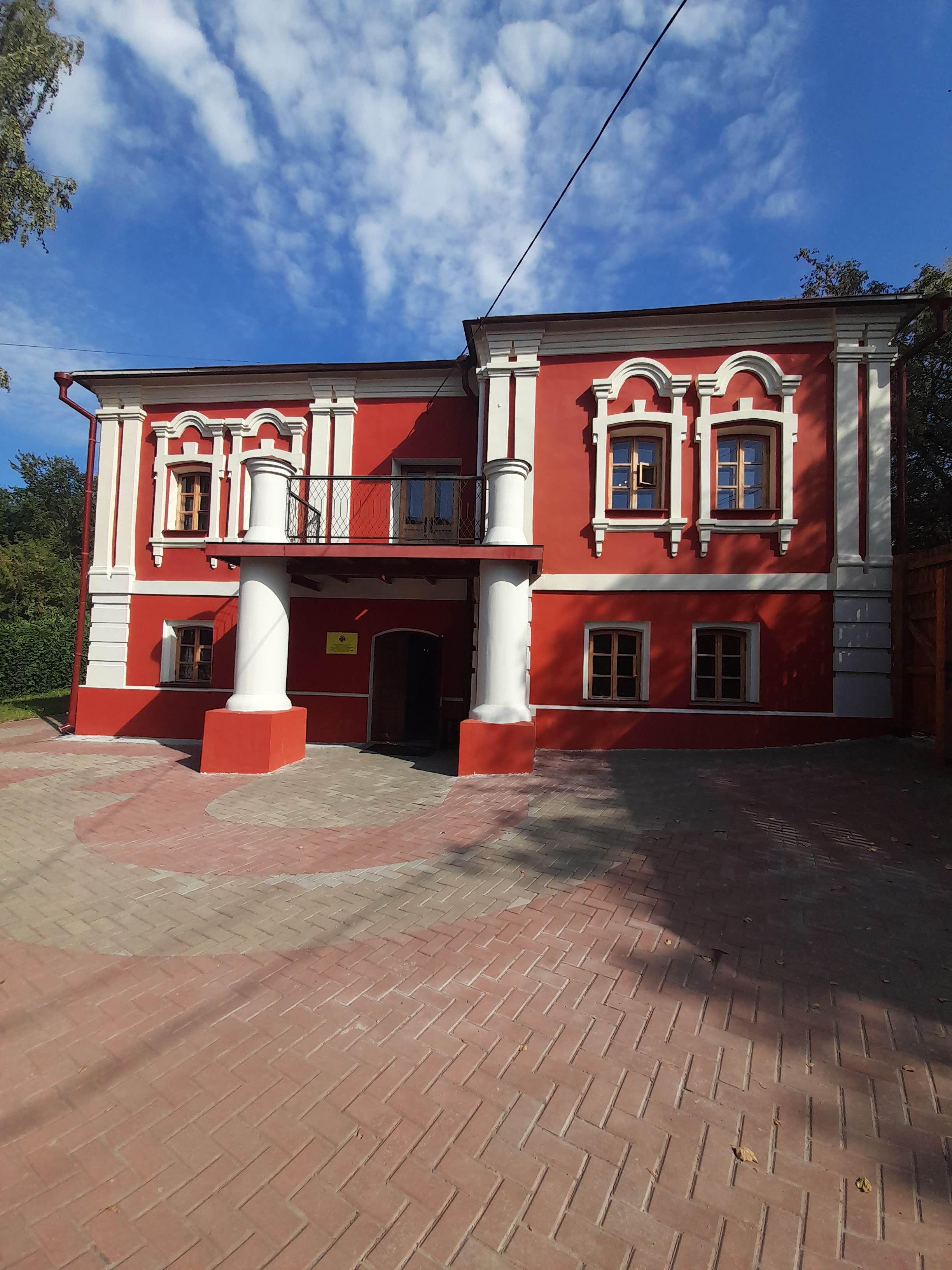
Палаты Торубаева

д. 10 — Усадьба Демидова (палаты Торубаева), нач. XVIII в. Здание музеефицировано, проводятся тематические экскурсии, обустроены экспозиции Отечественной войны 1812 года и Великой Отечественной войны 1941—1945 годов, а также Первой мировой войны 1914—1918 годов, раздел об архитектуре дома и биографиях его владельцев, в мемориальной комнате воссоздан рабочий кабинет Д. И. Малинина.

## Известные жители
д. 10 — историк и краевед Калуги Дмитрий Иванович Малинин (мемориальная доска)
угол с улицей Кутузова, (д. 26) — Феофан (Туляков).